# Gregor Robertson
Gregor Robertson é um político canadense. Foi prefeito de Vancouver, de dezembro de 2008 até novembro de 2018.